# Hirnîk, Cervonohrad
Hirnîk (în ucraineană Гірник) este o așezare de tip urban din orașul regional Cervonohrad, regiunea Liov, Ucraina. În afara localității principale, nu cuprinde și alte sate.

## Demografie
Componența lingvistică a așezării de tip urban Hirnîk
     Ucraineană (97,11%)
     Rusă (2,54%)
     Alte limbi (0,31%)
Conform recensământului din 2001, majoritatea populației așezării de tip urban Hirnîk era vorbitoare de ucraineană (97,11%), existând în minoritate și vorbitori de rusă (2,54%).